# Centro Aragonés de Barcelona

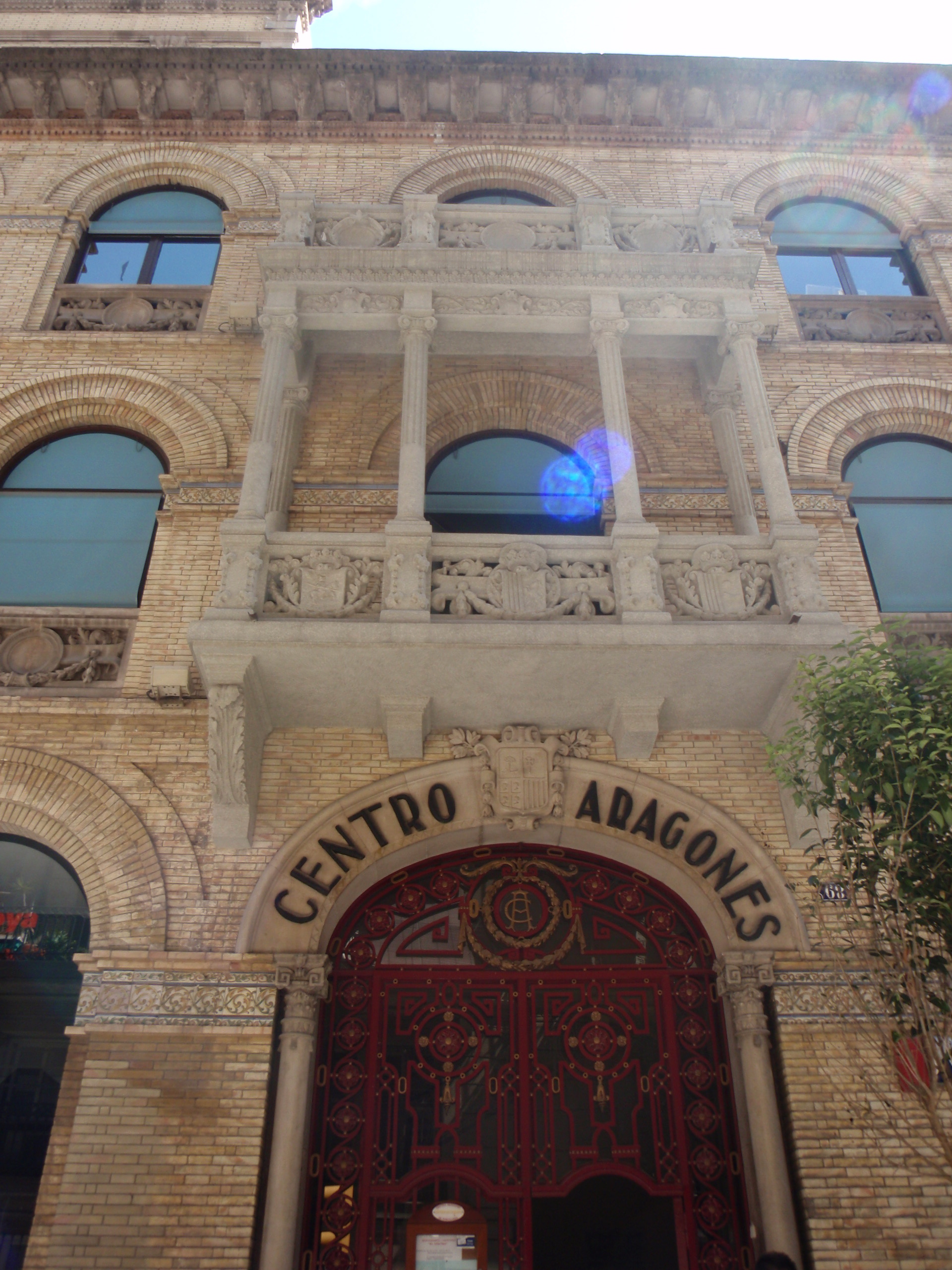
Entrada del Centro Aragonés de Barcelona.

El Centro Aragonés de Barcelona es una entidad fundada en 1909 para dar acogida a los numerosos aragoneses que viven en Barcelona y su área metropolitana. Tiene su sede en la calle de Joaquín Costa número 68 de Barcelona, en un edificio construido por Miguel Ángel Navarro en 1916. Está presidido por Jacinto Bello López y cuenta con unos 2100 socios.
Entre otras actividades organiza cursos de canto y baile de jotas, aragonés y rondalla, además de talleres de costura e indumentaria aragonesa. Su sede consta de un salón de actos, una sala de exposiciones y de una biblioteca que cuenta con 15.000 volúmenes.
En Barcelona también existe otra casa regional aragonesa, el Centro Aragonés de Sarrià, con sede en la calle de Fontcuberta n.º 23.

## Historia
El Centro Aragonés de Barcelona fue fundado el 3 de enero de 1909, en un contexto de migración aragonesa a Barcelona debido a la destacada industrialización de la ciudad y de su área metropolitana, de hecho, cuando fue fundado, Barcelona era la segunda ciudad en número de residentes aragoneses, con alrededor de 50.000, después de Zaragoza. La fundación del Centro se produjo en la calle del Correo Viejo n.º 5 por parte de Miguel Allué, Agustín Lecha, Martín Usán, Eladio Hernández, Miguel Oliván, Francisco Gaudó y Blas Solanilla y se constituyó una junta directiva presidida por Tirso Ortubia, quien al poco tiempo cedió su cargo a Hermenegildo Gorría Royán. Para celebrar la fundación del Centro se organizó un banquete en el Teatro Condal y un festival de jota y rondalla en el Palacio de Bellas Artes. La entidad tuvo un notable éxito y a finales de 1909 ya contaba con 1.300 socios. Tras pasar por la Plaza Real n.º 12, la rambla de Santa Mónica n.º 25 y la calle de Sepúlveda n.º 179, finalmente el 7 de septiembre de 1916 fue inaugurada su sede definitiva en la calle de Poniente n.º 68, rebautizada en 1923, por iniciativa del Centro Aragonés, con el nombre del notable político, jurista, economista e historiador aragonés Joaquín Costa.

## Presidentes
Lista de presidentes del Centro Aragonés de Barcelona desde su fundación:
- Tirso Ortubia (1909)
- Hermenegildo Gorría Royán (1909-1913)
- Pascual Sayos Cantín (1913-1920)
- Andrés Martínez Vargas (1920-1922)
- Rafael García Fando (1922-1923)
- Rafael Ulled Altemir (1923-1929)
- Carlos Muntadas Muntadas (1929-1931)
- Pascual Sayos Cantín, de nuevo (1931)
- Felipe Herreros (1931-1932)
- Domingo Montón Ibáñez (1932-1933)
- Enrique Celma Alcaine (1933-1934)
- José Gregorio Costa Alvero (1934-1937)
- Mariano García Villas (1937-1939)
- José Royo Zurita (1939-1940)
- José Gregorio Costa Alvero, de nuevo (1940-1943)
- Jesús Tricas Abenoza (1943-1945)
- José Royo Zurita, de nuevo (1945)
- Amado Serraller Carral (1945-1952)
- Antonio Lázaro Irache (1952-1962)
- José Sanz Royo (1962-1964)
- José María Álvarez Latorre (1964-1966)
- Paulino Usón Sesé (1966-1970)
- José María Poblador Álvarez de Altabás (1970-1974)
- Ángel Barón Guerrero (1974-1978)
- César Alias Ortín (1978-1979)
- Fermín Gazulla Badenas (1979-1983)
- Joaquín Bajén Español (1983-2002)
- Jacinto Bello López (2002-2013)
- Ángel Barón lanzón (2013-2018)
- Jesús Félez Bono (2018-actualidad)